# Carbonara di Po
Carbonara di Po là một đô thị tại tỉnh Mantova trong vùng Lombardia của Italia, có vị trí cách khoảng 170 km về phía đông của Milano và khoảng 35 km về phía đông nam của Mantova. Tại thời điểm ngày 31 tháng 12 năm 2004, đô thị này có dân số 1.327 người và diện tích là 15,2 km².
Đô thị Carbonara di Po có các frazioni (các đơn vị trực thuộc, chủ yếu là các làng) Cavo và Carbonarola.
Carbonara di Po giáp các đô thị: Bergantino, Borgofranco sul Po, Castelnovo Bariano, Magnacavallo, Sermide.